# 하길중학교
하길중학교(下吉中學校)는 대한민국 경기도 화성시 향남읍 하길리에 있는 공립 중학교이다.

## 학교 연혁
- 2015년 3월 1일 : 초대 홍경자 교장 취임
- 2015년 3월 2일 : 하길중학교 개교(4학급)
- 2015년 3월 2일 : 개교식, 4학급 97명
- 2016년 2월 4일 : 제1회 졸업(23명)
- 2016년 3월 14일 : 3학년 1학급 증설 총 11학급
- 2023년 9월 1일 : 제5대 박금실 교장 취임
- 2024년 1월 5일 : 제9회 졸업식(347명, 누계 1,780명)
- 2024년 3월 4일 : 437명(13학급 입학) 1학년 13학급, 2학년 10학급, 3학년 9학급 총 32학급

## 참고 자료
- 하길중학교 - 한국교육학술정보원 학교알리미